# Modern Vintage
Modern Vintage es el tercer álbum de estudio de la banda de rock estadounidense Sixx:A.M., publicado el 7 de octubre de 2014 por el sello Eleven Seven Music.

## Lista de canciones
| N.º | Título                         | Duración |  |
| 1.  | «Stars»                        | 3:50     |  |
| 2.  | «Gotta Get It Right»           | 3:12     |  |
| 3.  | «Relief»                       | 4:20     |  |
| 4.  | «Get Ya Some»                  | 3:27     |  |
| 5.  | «Let's Go»                     | 4:20     |  |
| 6.  | «Drive» (original de The Cars) | 4:30     |  |
| 7.  | «Give Me a Love»               | 4:03     |  |
| 8.  | «Hyperventilate»               | 3:40     |  |
| 9.  | «High on the Music»            | 3:39     |  |
| 10. | «Miracle»                      | 3:20     |  |
| 11. | «Before It's Over»             | 3:52     |  |

## Créditos
- Nikki Sixx – bajo, coros
- DJ Ashba – guitarra, coros
- James Michael – voz, guitarra
- Jeff Fabb – batería